# Gisele Marvin
Gisele Marie Marvin (Bemidji, 7 marzo 1987) è una hockeista su ghiaccio statunitense.

## Palmarès

### Olimpiadi
- Argento a Vancouver 2010.
- Argento a Soči 2014.

### Mondiali
- Oro a Cina 2008.
- Oro a Finlandia 2009.
- Oro a Svizzera 2011.
- Oro a Canada 2013.
- Oro a Stati Uniti 2017.
- Argento a Canada 2007.
- Argento a Stati Uniti 2012.